# كاردانو
كاردانو (بالإنجليزية: Cardano) هي عبارة عن عملة وسلسلة الكتل (بلوكشين)، وهي مفتوحة المصدر ولامركزية، وتعمل على مبدأ إثبات الحصة عند التوصل إلى توافق في الآراء. يمكنها تسهيل المعاملات من نظير إلى نظير باستخدام العملة المعماه (أو المشفرة) الداخلية، وتسمى Ada.
تأسست كاردانو في عام 2015 من قبل المؤسس المشارك لشركة إيثريوم تشارلز هوسكينسون. يتم الإشراف على تطوير المشروع والإشراف عليه من قبل مؤسسة كاردانو ومقرها تسوغ، سويسرا. وهي أيضًا أكبر عملة مشفرة تستخدم سلسلة الكتل لإثبات الحصة، ويُنظر إليها على أنها بديل صديق للبيئة لبروتوكولات إثبات العمل. 

## خلفية
بدأ تطوير المنصة في عام 2015 وتم إطلاقها في عام 2017 من قبل تشارلز هوسكينسون، أحد مؤسسي إيثريوم. ترك هوسكينسون إيثريوم بعد نزاع مع أحد مؤسسيها، فيتاليك بوتيرين؛ أراد هوسكينسون قبول رأس المال الاستثماري وإنشاء كيان هادف للربح، بينما أراد بوتيرين أن يستمر في العمل كمنظمة غير ربحية. بعد مغادرته، شارك في تأسيس شركة IOHK ، وهي شركة هندسة بلوكتشين، والتي يتمثل عملها الأساسي في تطوير كاردانو، جنبًا إلى جنب مع Cardano Foundation و Emurgo. تم تسمية المنصة باسم Gerolamo Cardano ، بينما تم تسمية العملة المشفرة نفسها باسم Ada Lovelace.

## الجوانب الفنية
بشكل شاذ، لا يملك كاردانو ورقة بيضاء. بدلاً من ذلك، يستخدم مبادئ التصميم التي تهدف إلى التغلب على المشكلات التي تواجهها العملات المشفرة الأخرى مثل قابلية التوسع وقابلية التشغيل البيني والامتثال التنظيمي.
يستخدم كاردانو بروتوكول إثبات الحصة المسمى Ouroboros ؛  هذا على عكس بيتكوين وإيثريوم، اللذان يستخدمان بروتوكولات إثبات العمل. تستخدم سلاسل كتل إثبات الحصة طاقة أقل بكثير من سلاسل إثبات العمل. في فبراير 2021، قدر هوسكينسون أن شبكة كاردانو تستخدم 6 جيجاوات في الساعة سنويًا، أي أقل من 0.01٪ من 110.53 تيراواط ساعة التي تستخدمها شبكة البيتكوين وفقًا لتقديرات جامعة كامبريدج. وصلت كاردانو إلى سقف سوقي قدره 77 مليار دولار في مايو 2021 وعزز مكانتها كأكبر عملة مشفرة لإثبات الحصة.
داخل منصة كاردانو، توجد عملة Ada على طبقة التسوية. تشبه هذه الطبقة بيتكوين وتتتبع المعاملات. الطبقة الثانية هي طبقة الحساب. تم تصميم هذه الطبقة لتكون مشابهة لـ إيثريوم، مما يتيح تشغيل العقود الذكية والتطبيقات على النظام الأساسي.
تتوقع كاردانو تنفيذ خدمات التمويل اللامركزي في 12 سبتمبر 2021، بما في ذلك ترقية لتمكين العقود الذكية والقدرة على إنشاء تطبيقات لامركزية. كما تم تضمين Plutus ، وهي لغة عقود ذكية مكتوبة بلغة Haskell ، ولغة عقد ذكية متخصصة، مصممة لغير المبرمجين في القطاع المالي. تسمح لغات العقد الذكية الخاصة بـ كاردانو للمطورين بإجراء اختبارات شاملة على برامجهم دون مغادرة بيئة التطوير المتكاملة أو نشر التعليمات البرمجية الخاصة بهم.
يمكن لمالكي كاردانو المشاركة في عملة Ada لتلقي الفائدة على استثماراتهم من خلال ما يسمى بمدفوعات العصر.

## تاريخ
تم تمويل كاردانو من خلال عرض العملة الأولي (ICO). وظهرت العملة لأول مرة بقيمة سوقية تبلغ 600 مليون دولار وبحلول نهاية عام 2017 بلغت القيمة السوقية لها 10 مليارات دولار إلى أن وصلت إلى 33 مليار دولار لفترة وجيزة في 2018 قبل أن يؤدي التشديد العام لسوق العملات المشفرة إلى انخفاض قيمته إلى 10 مليارات دولار.
وفقا لـ ماشابل تدعي كاردانو أنها تتغلب على المشاكل القائمة في سوق العملة المعماة (المشفرة): مثل أن بيتكوين بطيئة جدا وغير مرنة، كما أن إيثريوم ليست آمنة أو قابلة للتطوير.
دخلت IOHK في شراكة مع الجامعات لأبحاث سلسلة الكتل. في عام 2017، ساعد IOHK جامعة إدنبرة في إطلاق مختبر تقنية سلسلة الكتل. في عام 2020، تبرعت IOHK بمبلغ 500000 دولار بعملة Ada لجامعة وايومنغ لدعم تطوير تقنية سلسلة الكتل.
في عام 2019، وقعت وزارة التعليم في جورجيا مذكرة تفاهم مع جامعة تبليسي الحرة لاستخدام كاردانو وأتالا لبناء نظام للتحقق من بيانات الاعتماد لجورجيا.
في عام 2019، أعلنت شركة New Balance المصنعة للأحذية عن برنامج تجريبي على سلسلة كتل كاردانو لتتبع أصالة أحدث حذاء كرة سلة.
أعلن IOHK عن شراكة مع الحكومة الإثيوبية في عام 2018 لنشر التكنولوجيا الخاصة بهم في مجموعة متنوعة من الصناعات في جميع أنحاء البلاد.
في أبريل 2021، أعلن IOHK ووزارة التعليم الإثيوبية عن خطط لإطلاق نظام الهوية وحفظ السجلات في كاردانو لخمسة ملايين طالب في البلاد.
في سبتمبر 2021، بدأ هوسكينسون العمل مع موسيقى الرقص الإلكترونية DJ Paul Oakenfold لإصدار ألبوم كامل على كاردانو blockchain. الألبوم بعنوان Zombie Lobster.[بحاجة لمصدر أفضل]

## روابط خارجية
- الموقع الرسمي